# Исхаков, Ильдар Ахмадуллович
Ильдар Ахмадуллович Исхаков (родился 11 июля 1946 г. в с. Ютаза Бавлинского района Татарской АССР) — бывший генеральный директор ОАО «АНК "Башнефть"» (2002—2005). Депутат Государственного Собрания (Курултая) Республики Башкортостан.
Действительный член Горной академии РФ. Заслуженный геолог РФ (2002), заслуженный работник Министерства топлива и энергетики РФ (1996), заслуженный нефтяник РБ (1997). Награждён орденом Дружбы (2003), медалями.
Изучил и дал научное обоснование перспективам нефтегазоносности юга РБ. Под его руководством открыто более 10 нефтяных и газовых месторождений на юге республики, введены в разработку ранее открытые месторождения нефти и газа. Имеет 3 патента РФ на изобретения. Автор 28 печатных работ.

## Образование
Окончил Октябрьский нефтяной техникум (1965), Всесоюзный заочный политехнический институт (Москва, 1978), геолог-нефтяник.

## Трудовая деятельность
1965-68 — техник-геолог, геолог Гурьевской геологопоисковой конторы Казахской ССР;
1970—1981 — лаборант-коллектор, старший инженер-технолог районной инженерно-технической службы, заместитель начальника геологического отдела Ишимбайского управления буровых работ (УБР) ПО «Башнефть»;
1981—1984 — главный геолог Исянгуловской экспедиции глубокого бурения Ишимбайского УБР;
1984—1994 — начальник геологического отдела, главный геолог Ишимбайского УБР;
1994—1995 — начальник Управления буровых работ АО «Ишимбайнефть»;
1995—1997 — начальник Ишимбайского УБР — филиала АНК «Башнефть»;
1997—2002 — заместитель генерального директора по геологии ОАО "АНК «Башнефть»;
2002-2005 - генеральным директором ОАО "АНК «Башнефть»;
2005-2010 гг. – директор ОАО «НПФ «Геофизика»;
на 2017 г. - директор ООО "БАШКИРСКАЯ НЕФТЕСЕРВИСНАЯ КОМПАНИЯ"

## Советская Армия
1968—1970 — служба в Советской Армии